# John Shalikashvili
John Malchase David Shalikashvili (27. června 1936 Varšava – 23. července 2011 Tacoma, Washington) byl generál armády Spojených států amerických.

## Životopis
Pochází z rodiny středověkého gruzínského šlechtického rodu Šalikašvili. Jeho otec Dimitri pochází z Gurdžáni a byl podplukovníkem v ruské carské armádě a poté v armádě gruzínské republiky. Oba jeho rodiče uprchli před okupací Gruzie Sovětským Ruskem v roce 1921 do Polska, kde se setkali. Jeho otec poté smluvně sloužil v polské armádě a bojoval proti německé invazi v roce 1939. Po Operaci Barbarossa narukoval v roce 1941 po boku Němců do nově vytvořené gruzínské legie. Jeho jednotka byla později podřízena SS a poslána na frontu v Normandii. Dimitri se vzdal Britům a byl držen jako válečný zajatec do konce války. Když se v roce 1944 blížila Rudá armáda k Varšavě, rodina uprchla do německého Pappenheimu, kde se později setkali s Dimitrim a rodina tam žila s příbuznými osm let.
V roce 1952 rodina emigrovala do Peorie v Illinois v USA. Finančně je podporovala Winifred Luthy, manželka místního bankéře, která byla předtím vdaná za bratrance Dimitri. John navštěvoval zdejší střední školu a následně odešel na Bradley University, kde v červnu 1958 získal bakalářský titul ve strojírenství. Téhož roku v květnu se stala rodina občany USA. Bylo to vůbec první Johnovo občanství, protože předtím byl klasifikován jako bez státní příslušnosti, jelikož se narodil rodičům, kteří byli uprchlíci.
Po ukončení studia plánoval pracovat pro Hyster Lift Truck, ale v červeneci 1958 byl povolán do služby armády. Jako vojín si podal přihlášku a poté i chodil na Officer Candidate School, kterou v roce 1959 absolvoval jako poručík. Následně sloužil na různých pozicích polního dělostřelectva a protivzdušné obrany. V roce 1968 byl jako přeložen do vietnamské války jako vrchní okresní poradce. Ihned po Vietnamu navštěvoval Naval War College v Newportu.
Od roku 1970 sloužil v různých dělostřeleckých jednotkách ve Fort Lewis a v roce 1977 se zúčastnil US Army War College. V roce 1979 se stal velitelem dělostřelectva 1. obrněné divize v Německu a v roce 1987 převzal velení 9. pěší divize ve Fort Lewis.
Vyznamenal se značným úspěchem jako velitel operace Provide Comfort v severním Iráku. Tato mise zahrnovala intenzivní a složitá jednání s tureckou vládou a také tvrdá osobní setkání s iráckou armádou.
V roce 1992 byl jmenován do funkce vrchního velitele Spojeneckých sil v Evropě (SACEUR) a následně byl prezidentem Billem Clintonem, který byl jmenován předsedou sboru náčelníků štábů s účinností od 25. října 1993. V září 1997 odešel do důchodu po 38 letech služby v armádě. V důchodu byl hostujícím profesorem na Stanfordové univerzitě a poradcem Johna Kerryho v amerických prezidentských volbách v roce 2004. Dne 7. srpna 2004 utrpěl těžkou mrtvici, která ho paralyzovala na levé straně. Působil jako výkonný ředitel společnosti Boeing i jako ředitel dalších společností.
Za své služby obdržel řadu vyznamenání, včetně Řádu Bílého lva III. třídy, který mu propůjčil v roce 1998 prezident Václav Havel. Zemřel 23. července 2011 v nemocnici ve Společné základně Lewis-McChord ve Washingtonu na komplikace po cévní mozkové příhodě. Je pohřben na Arlingtonském národním hřbitově.

## Vyznamenání
- Prezidentská medaile svobody
- Defense Distinguished Service Medal (4 ×)
- Army Distinguished Service Medal
- Legion of Merit (3 ×)
- Bronzová hvězda (4 ×)
- Medaile za vzornou službu
- Joint Service Commendation Medal
- Army Commendation Medal
- National Defense Service Medal (2 ×)
- Southwest Asia Service Medal (2 ×)
- Medaile za humanitární službu
- Řád Bílého lva III. třídy
- Velkodůstojníci Řádu za zásluhy Polské republiky
- Záslužný kříž za služby